# Szociálkonzervativizmus
A szociálkonzervativizmus egy politikai ideológia, ami a konzervativizmushoz tartozik. A szociálkonzervativizmust gyakran radikálisnak nevezik, mivel a pártok fele radikális jobboldali és szélsőjobboldali, és szociálkonzervatív ideológiájuk van. A gazdasági politikája jobboldali, és nem liberális, hanem protekcionista, ami hasonlít a protekcionizmushoz. A szociálkonzervatív ideológiát a 20 században találták fel Európában.

## Szociálkonzervatív pártok
- Nemzeti Gyűlés (Franciaország)
- Republikánus Párt (USA)
- Szövetség Ausztria Jövőjéért (Ausztria)
- Jobbik Magyarországért Mozgalom (Magyarország)
- Mi Hazánk Mozgalom (Magyarország)
- Szociáldemokrata Párt (Románia)